# Alfonso de Ocampo
Alfonso de Ocampo (Cavite City, 1860 - aldaar, 12 september 1896) was een Filipijns gevangenbewaarder en een van de dertien martelaren van Cavite.  

## Biografie
Alfonso de Ocampo werd geboren in 1860 in de wijk San Roque in de Filipijnse stad Cavite City. Er is weinig bekend over zijn jeugd of ouders, behalve dat zijn vader van Spaanse afkomst was en dat hij drie broers had. De Ocampo was sergeant in het Spaanse leger. Na zijn ontslag uit het leger was hij assistent-gevangenenbewaarder in Cavite City waar hij nauw samenwerkte met Severino Lapidero, net als De Ocampo lid van de ondergrondse revolutionaire beweging Katipunan.
Op 3 september 1896 werd hij samen met Severino Lapidario en Luis Aguado gearresteerd en gemarteld om een bekentenis van van betrokkenheid het plannen van een opstand af te dwingen. Na zijn bekentenis op 4 september probeerde De Ocampo zelfmoord te plegen door met een gebroken fles in zijn buik te steken.
Op 12 september werd De Ocampo als een van de dertien martelaren van Cavite geëxecuteerd op het Plaza de Armas in Fort San Felipe. De Ocampo moest in een stoel naar zijn executie gedragen worden wegens zijn verwondingen. Hij was getrouwd met Ana Espiritu en kreeg met haar twee kinderen. Zijn overblijfselen werden in 1906 opgegraven en bijgeplaatst in het monument dat ter nagedachtenis aan de 13 martelaren werd opgericht.